# Strażnica WOP Wisła
Strażnica Wojsk Ochrony Pogranicza Stożek/Wisła – zlikwidowany podstawowy pododdział Wojsk Ochrony Pogranicza pełniący służbę graniczną na granicy polsko-czechosłowackiej.

Strażnica Straży Granicznej w Wiśle – zlikwidowana graniczna jednostka organizacyjna Straży Granicznej realizująca zadania bezpośrednio w ochronie granicy państwowej z Czechosłowacją/Republiką Czeską.

## Formowanie i zmiany organizacyjne
Strażnica została sformowana w 1945 w strukturze 44 komendy odcinka Ustroń jako 202 strażnica WOP (Stożek) o stanie 56 żołnierzy. Kierownictwo strażnicy stanowili: komendant strażnicy, zastępca komendanta do spraw polityczno-wychowawczych i zastępca do spraw zwiadu. Strażnica składała się z dwóch drużyn strzeleckich, drużyny fizylierów, drużyny łączności i gospodarczej. Etat przewidywał także instruktora do tresury psów służbowych oraz instruktora sanitarnego.
W związku z reorganizacją oddziałów WOP, 24 kwietnia 1948 strażnica została włączona w struktury 61 batalionowi Ochrony Pogranicza, a 1 stycznia 1951 41 batalionu WOP w Ustroniu.
Od 15 marca 1954 wprowadzono nową numerację strażnic, a strażnica WOP Wisła II kategorii otrzymała nr 207. W 1957 nosiła numer 14. 
W 1957 rozformowano 41 batalion WOP Ustroń i strażnicę WOP Wisła włączono w struktury 42 batalionu WOP w Cieszynie.1 stycznia 1960 była jako 2 placówka WOP II kategorii Wisła. 
W 1963 dowódca WOP nakazał skrócić odcinek 3 Karpackiej Brygady WOP i ustalił linię rozgraniczenia między karpacką a górnośląską brygadą na granicy województw krakowskiego i katowickiego. Nakazał też 1 stycznia 1964 przekazać placówkę WOP Wisła Górnośląskiej Brygadzie WOP. Termin zmieniono na 1 października 1963. Strażnicę podporządkowano dowództwu batalionu WOP Cieszyn.
1 stycznia 1964 była jako 29 placówka WOP lądowa II kategorii Wisła.
W 1976, w związku z przejściem na dwuszczeblowy system dowodzenia, placówkę podporządkowano bezpośrednio pod sztab Górnośląskiej Brygady WOP w Gliwicach.
13 grudnia 1981 po wprowadzeniu stanu wojennego na terytorium kraju, dowódca GB WOP wewnętrznym rozkazem w miejscu stacjonowania poszczególnych batalionów, utworzył tzw. „wysunięte stanowiska dowodzenia” (zalążek przyszłych batalionów granicznych), którym podporządkował strażnice znajdujące się na odcinkach dawnych batalionów granicznych. Brygada wykonywała zadania ochrony granicy i bezpieczeństwa państwa wynikające z dekretu o wprowadzeniu stanu wojennego.
W 1983 placówkę WOP Wisła włączono w struktury Jednostki WOP im. Ziemi Cieszyńskiej w Cieszynie.
Strażnica WOP Wisła od kwietnia 1958 do lutego 1976, placówka kadrowa WOP Wisła od lutego 1976 do lipca 1984, kiedy to została rozwiązana. Następnie na bazie placówki WOP, od lipca 1984 do lutego 1990 w obiekcie funkcjonowała Grupa Operacyjna Zwiadu WOP, która realizowała swoje czynności przy pomocy osobowych źródeł informacji na zapleczu strażnic WOP: Jaworzynka i Poniwiec oraz batalionu WOP Cieszyn.
W marcu 1990 ponownie została utworzona strażnica WOP Wisła na czas „P” lądowa kadrowa w strukturach batalionu granicznego WOP Cieszyn i funkcjonowała do 15 maja 1991.
Straż Graniczna:
15 maja 1991 po rozwiązaniu Wojsk Ochrony Pogranicza, 16 maja 1991 strażnica w Wiśle przejęta została przez Beskidzki Oddział Straży Granicznej w Cieszynie i przyjęła nazwę Strażnica Straży Granicznej w Wiśle.
1 grudnia 1998 Decyzją nr 34 Komendanta Głównego Straży Granicznej z dnia 5 sierpnia 1998, Strażnica SG w Wiśle włączona została w struktury Śląskiego Oddziału Straży Granicznej w Raciborzu
W wyniku rozpoczętej od 2000 reorganizacji struktur Straży Granicznej związanej z przygotowaniem Polski do wstąpienia, do Unii Europejskiej i przystąpieniem do Traktatu z Schengen, 2 stycznia 2003 Strażnica SG w Wiśle została rozwiązana. Ochraniany przez strażnicę odcinek granicy, przejęły strażnice SG w: Ustroniu i Jaworzynce.

## Ochrona granicy
W 1959 placówka WOP nr 2 Wisła ochraniała odcinek granicy państwowej o długości 9365 m:
- Włącznie znak graniczny nr III/223, wyłącznie znak gran. nr III/228.

W 1960 na odcinku strażnicy wprowadzono żołnierzy służby N (niemundurowej) – w ubraniach cywilnych. Przy ich pomocy zabezpieczano miejscowość Wisła-Soszów.
1 stycznia 1964 na ochranianym odcinku przez strażnicę funkcjonowało przejście graniczne małego ruchu granicznego (mrg) w którym kontrolę graniczną i celną osób, towarów oraz środków transportu wykonywała załoga strażnicy:
- Stożek-Maly Stožek.

Lipiec 1984-luty 1990, Grupa Operacyjna Zwiadu WOP organizowała działania operacyjne i realizowała zadania w zakresie ochrony granicy państwowej, kontrwywiadowczej ochrony kraju, operacyjnej ochrony obiektów oraz zabezpieczenia ładu i porządku w strefie nadgranicznej. Na kierunku strażnicy WOP Jaworzynka oficerowie GO do realizacji zadań zwiadowczych współpracowali z 1 rezydentem, około 24 tajnymi współpracownikami i 40 kontaktami służbowymi. Stan ilościowy osobowych źródeł informacji zależał od potrzeb operacyjnych, ich możliwości, zdolności do uzyskiwania i przekazywania informacji. Praca operacyjna ukierunkowana głównie była na zwalczaniu działalności przemytniczej i kontaktowania się obywateli Czechosłowacji i Polski przez granicę. W kręgu zainteresowania były osoby trudniące się przemytem koni, krów i innych towarów na stronę czechosłowacką. Ponadto obserwacją operacyjną objęte były osoby, które w przeszłości dokonywały nielegalnych przekroczeń granicy lub prowadziły wrogą działalność wymierzoną przeciwko PRL. Prowadzono rozpoznanie i operacyjne zabezpieczenie przejść granicznych (mrg):
- Jasnowice-Bukovec
- Jaworzynka-Hrčava w Łupieniach.

W okresie luty 1990–15 maja 1991 Strażnica WOP Wisła:
- Współdziałała w zabezpieczeniu granicy państwowej z:
  - strażnice WOP w: Poniwcu i Jaworzynce
  - Sekcja Zwiadu WOP w Cieszynie
- W ochronie granicy dowódcy strażnicy ściśle współpracowali ze swoimi odpowiednikami tj. naczelnikami placówek OSH (Ochrana Statnich Hranic) CSRS.

Straż Graniczna:
Komendant strażnicy współdziałał w zabezpieczeniu granicy państwowej z placówkami po stronie czeskiej cizinecké policie RCPP.
2 lipca 1997 na odcinku strażnicy zostało uruchomione przejście graniczne na szlaku turystycznym (turystyczne), gdzie kontrolę graniczną i celną osób, towarów oraz środków transportu wykonywała załoga strażnicy:
- Stożek-Velký Stožek.

## Wydarzenia
- 1956 – 2 maja dowództwo 4 Brygady WOP zorganizowało pod namiotami, sezonową strażnicę WOP z kadry zawodowej i żołnierzy służby zasadniczej 45 batalionu WOP Prudnik (d-cą strażnicy był ppor. Edward Karpiuk), na płaskowyżu Soszów w celu zapobieżenia istniejącemu w tym rejonie przemytowi. Strażnica realizowała zadania pomiędzy szczytami Czantoria-Stożek, z bazą wyjściową w miejscowości Wisła. W czerwcu, w wyniku rykoszetu (teren górzysty, kamienie) po oddaniu serii strzałów ostrzegawczych z pistoletu maszynowego przez żołnierzy strażnicy, doszło do spowodowania zranienia w mosznę przemytnika, miejscowego górala[18].
- 1956 – koniec czerwca, początek lipca w okresie tzw. „Wypadków poznańskich”, przy linii granicznej i w strefie działania, odnajdywano pakunki zawierające ulotki z tzw. „bibułą”, przytwierdzone do balonów leżących na ziemi[19]. W związku z masowością zjawiska, żołnierze otrzymali zezwolenie na użycie broni, celem zestrzelenia nisko przelatujących balonów (nawet jeśli znajdowały się na terytorium czechosłowackim, ale w zasięgu ognia – to samo czynili pogranicznicy czechosłowaccy)[20].
- 1973 – strażnica została wyposażona w skuter śnieżny Buran umożliwiający patrolowanie granicy w zimie[21].
- 1976 – wycofano z granicy rowery, zastępując je motocyklami małolitrażowymi; WSK-175 dla kadry i WSK-125 dla żołnierzy służby zasadniczej (5–13 motocykli w zależności od obsady i na jakiej granicy). Wyposażone w łączność radiową motocykle stały się podstawowym środkiem transportu w służbie patrolowej i rozpoznawczej[22].
- 13 grudnia 1981–22 lipca 1983 – (stan wojenny w Polsce), normę służby granicznej dla żołnierzy podwyższono z 8 do 12 godzin na dobę. Ścisłą kontrolą objęto całą strefę nadgraniczną, zamknięte zostały szlaki turystyczne. W stan gotowości były postawione pododdziały odwodowe[23].

## Strażnice sąsiednie
- 201 strażnica WOP Jasnowice ⇔ 203 strażnica WOP Polana – 1946
- 201 strażnica OP Jaworzynka ⇔ 203 strażnica OP Polana – 1949
- 206 strażnica WOP Jaworzynka ⇔ 208 strażnica WOP Poniwiec – 15.03.1954
- 3 strażnica WOP Jaworzynka III kat. ⇔ 1 placówka WOP Poniwiec II kat. – 1.01.1960
- 30 strażnica WOP Jaworzynka lądowa IV kat. ⇔ 28 placówka WOP Poniwiec lądowa II kat. – 1.01.1964
- Strażnica lądowa kadrowa WOP Jaworzynka ⇔ Strażnica lądowa kadrowa WOP Poniwiec – 03.1990–15.05.1991

Straż Graniczna:
- Strażnica SG w Jaworzynce ⇔ Strażnica SG w Ustroniu-Poniwcu – 16.05.1991–1.01.2003.

## Komendanci/dowódcy strażnicy
- por. Antoni Patkowski (1.01.1949–31.01.1949)[24]
- Józef Czekalski p.o. (2.05.1949–3.09.1950)[j][25]
- ppor. Paweł Grzybek[26] (15.02.1952–14.03.1953)[k][27]
- por. Mirosław Bereszczyński
- por. Antoni Zalewski cz.p.o. (08.1956–09.1956)
- mjr Józef Laszczyk (był w 1963)
- kpt. Dziarski (był w 1974)
- mjr Janusz Ryłko[28] (1.06.1976–5.12.1984)[l][30] – do rozformowania
- kpt. Mirosław Orawiec[31] (17.04.1990–21.05.1990)[32]

Komendanci strażnicy SG:
- kpt. SG/ppłk SG Franciszek Mach (2.04.1991–1.01.2003) – do rozformowania[m] .

## Kierownicy Grupy Operacyjnej Zwiadu WOP
- kpt. Mirosław Orawiec[33][34] (1.11.1984–16.04.1990)[32].